# Madecorformica silhouetta
Madecorformica silhouetta è una specie di coleotteri della famiglia Buprestidae, unica specie del genere Madecorformica.